# 日光一文字
日光一文字（にっこういちもんじ）は、鎌倉時代に作られたとされる日本刀（太刀）。日本の国宝に指定されており、刀を収めていた蒔絵箱も国宝の附（つけたり）として指定されている。福岡市が所有し、同市早良区の福岡市博物館が所蔵する。

## 概要
福岡一文字の刀工によって13世紀に作られた刀であるが、本作は無銘であるため刀工の個名は不明である。福岡一文字は古備前派則宗が祖として銘に「一」と切ったことから「一文字」と呼ばれるようになり、福岡一文字作の刀は華やかな刃文が特徴的である。本作はその中でも第一級品との評価を受けている。
日光一文字の名前の由来は、もと日光二荒山に奉納されていた太刀を北条早雲がもらい受けたことによる伝承による。その後北条家の宝刀として扱われた。
戦国時代の武将・黒田如水に北条氏直から小田原征伐の際の降伏仲介の礼として、『東鑑』の一部と白貝（の法螺）とともに贈られた。その際、黒田光之が編纂した『黒田家重宝故実』の記載では後述する葡萄文蒔絵刀箱に入れられていたという。
その後長く筑前福岡藩主黒田家の家宝として同家に伝来した。1933年（昭和8年）1月23日付で当時の国宝保存法に基づく国宝（いわゆる旧国宝、のちの重要文化財）に指定され、1952年（昭和27年）3月29日付で文化財保護法による国宝に指定された。指定名称は「太刀 無銘一文字（名物日光一文字） 附 葡萄蒔絵刀箱」。本太刀は、黒田家当主の黒田長礼（ながみち）の遺言により、妻の黒田茂子から福岡市に寄贈された「黒田資料」に含まれる。2000年時点での所有者は福岡市で、福岡市博物館が保管している。現在は福岡市博物館にて、毎年1月末頃から3月頭頃までの約1ヶ月間、同所蔵のへし切長谷部と入れ替わる形で展示される。

## 刀身説明

### 刀姿
全長87.26センチメートル（刃長67.87センチメートル＋茎長19.39センチメートル）、反り2.42センチメートル。元幅3.2センチメートルに先幅2.24センチメートルと身幅は元先共に広く、鋒長は3.21センチメートルの猪首切先と鎌倉中期の姿かたちを表している。元重0.67センチメートルに先重0.45センチメートルと、重ねはやや薄目であるが堂々たる太刀姿である。造込（刀剣の形状）は鎬造りで、棟（刀身の背の部分）の形状は庵棟。茎は生ぶ無銘で雉子股形に先浅い刃上げ栗尻、鑢目は筋違いで目釘穴は三。地刃ともに冴え、福岡一文字中の第一級品である。
刀剣用語
解説文中の刀剣専門用語につき補足する。
- 「猪首鋒」（いくびきっさき）とは、身幅が広く、元幅と先幅の差が小さいのに切っ先が詰まっていて、猪の首のように見え豪壮なる形状の切っ先である。鎌倉中期の太刀の特色の一つ[9]。
- 「鎬造り（しのぎづくり）」とは、刀身の中程に鎬筋を作り、横手筋を付けて峰部分を形成した、日本刀の典型的姿ともいえる形[10]。日本刀#鋼の組合せにある画像を参照のこと。
- 「庵棟」（いおりむね）とは、刀身の背の部分が三角形のように尖っていること[9]。
- 「生ぶ茎（うぶなかご）」とは、磨上などのされていない製作当初のままの茎[11]。
- 「雉子股形」（きじももがた）とは、鳥の股に似ている茎の形状。平安時代から鎌倉時代の太刀にみられる[9]。
- 「栗尻」とは、丸みを持った形状の茎尻[12]で、一般的な形[9]。
- 「鑢目」（やすりめ）とは、柄から茎が脱落しないように施されたやすり[13]。
- 「筋違い」（すじかい）とは、鑢目が右下がりに急な傾斜で掛けられたもの。勝手下り鑢＜筋違鑢＜大筋違鑢の順で傾斜が急になる[13]。

### 地鉄・刃文
地鉄（鍛え肌の模様）は板目に杢目まじり、よくつまる。地沸つき、乱れ映り立つ。
刃文は上半分は大丁子乱れ、重花丁子華やかに蛙子、飛焼交じり、匂い深く締まりごころとなり、下半分は小沸を交えて、足・葉よく入り匂い口冴え、変化に富み、頗る華やかな出来である。表裏に大きく腰刃を焼いている。
帽子（切先の刃文）は先小丸、乱れ込んで浅く返る。
刀剣用語
解説文中の刀剣専門用語につき補足する。
- 「板目」とは、地鉄（刀身の焼きの入っていない部分）の折り返し鍛錬（日本刀#質の高い鋼の作成）により現れた鍛え肌と呼ばれる肌合いや模様の分類の一種で、木材の板目のように見える模様のこと[15]。
- 「杢目（もくめ）」とは、地鉄に現れた年輪のような模様のこと[15]。
- 「映り」とは、地鉄と焼き入れの技術によって現れるもので、光を反射させて地を観察した時に見える白い影のようなもの[16]。「乱れ映り」はその白い陰の形が一定でないことをいう[12]。
- 「丁子」とは、小さい互の目の焼頭が連続するなどして、チョウジの実を模様化した丁子文のような形を表すこと[16]。
- 「重花丁子」（じゅうかちょうじ）とは、互の目に互の目が重なるように、丁子が複数焼かれた刃文。備前一文字派の特徴のひとつ[16]。
- 「飛焼」とは、焼刃が刃縁から離れ、地中に変則的な形で現れたもの。それが棟に施されたものは「棟焼」と呼ばれる[17]。
- 「匂い」「沸（にえ）」とは、刃文と地鉄の境目にある鋼の粒子のこと[18]。「沸（にえ）」は粒子が肉眼で捉えられる大きさのものであり、「匂い」は粒子が肉眼では確認できない霞のような小ささのもの。「沸」と「匂い」の違いは見え方だけである[18]。
- 「足」とは、互の目の谷の沸や匂が、刃縁から刃先に向かって垂直に伸びる模様[18]。
- 「葉」（よう）とは、匂いや沸えが刃縁から離れ、刃中に飛び地のように浮かんで表れているもの[19]。
- 「匂い口」とは、刃縁の状態、もしくは刃縁や刃文そのもの[12]。
- 「腰刃」とは、直刀基調だが茎近くの焼刃が始まる場所のあたりを特に大模様に焼いたもの[19]。
- 「乱れ込み」とは、帽子部分へ横手から刃文が乱刃のまま進入すること[12]。
- 「小丸帽子」とは、切っ先の先端近くで小さく丸みを描くように焼刃が棟側へ向かっていく形の切っ先の刃文[20]。

## 拵
拵は現存していないが、元々はへし切長谷部と同じ拵であったとされている。江戸時代初期に黒田忠之が山城国にて活動していた刀工・白銀師である埋忠明寿へ拵を依頼するにあたり、へし切長谷部の拵と少しも違わない同じものを注文する書状が遺されている。ただし、現存するへし切長谷部の拵も書状に記載されている内容とは異なっているため、2振りお揃いの拵がどのような物だったかは不明である。

## 付属品
如水へ日光一文字が贈られた際に刀が納められたと伝わる、葡萄模様蒔絵を施された黒漆塗りの箱が現存しており、この箱も日光一文字と併せて国宝指定を受けている。ただし作成時期は漆の専門家によると多少時代が下るらしく、江戸時代初期とみられている。
他にも金二重桐紋透はばきが付属している。